# Fallout: New Vegas
Fallout: New Vegas ist ein 2010 erschienenes Action-Rollenspiel aus der seit 1997 bestehenden Fallout-Serie. Das von Obsidian Entertainment entwickelte Spiel ist ein eigenständiger Ableger der Reihe. Es basiert zwar wie Fallout 3 auf der Gamebryo-Engine, ist jedoch nicht als direkter inhaltlicher Nachfolger anzusehen.
Am 10. Februar 2012 erschien die Ultimate Edition des Spiels. Sie enthält das mit dem finalen offiziellen Patch versehene Hauptspiel und alle sechs erschienenen Download-Erweiterungen.

## Handlung

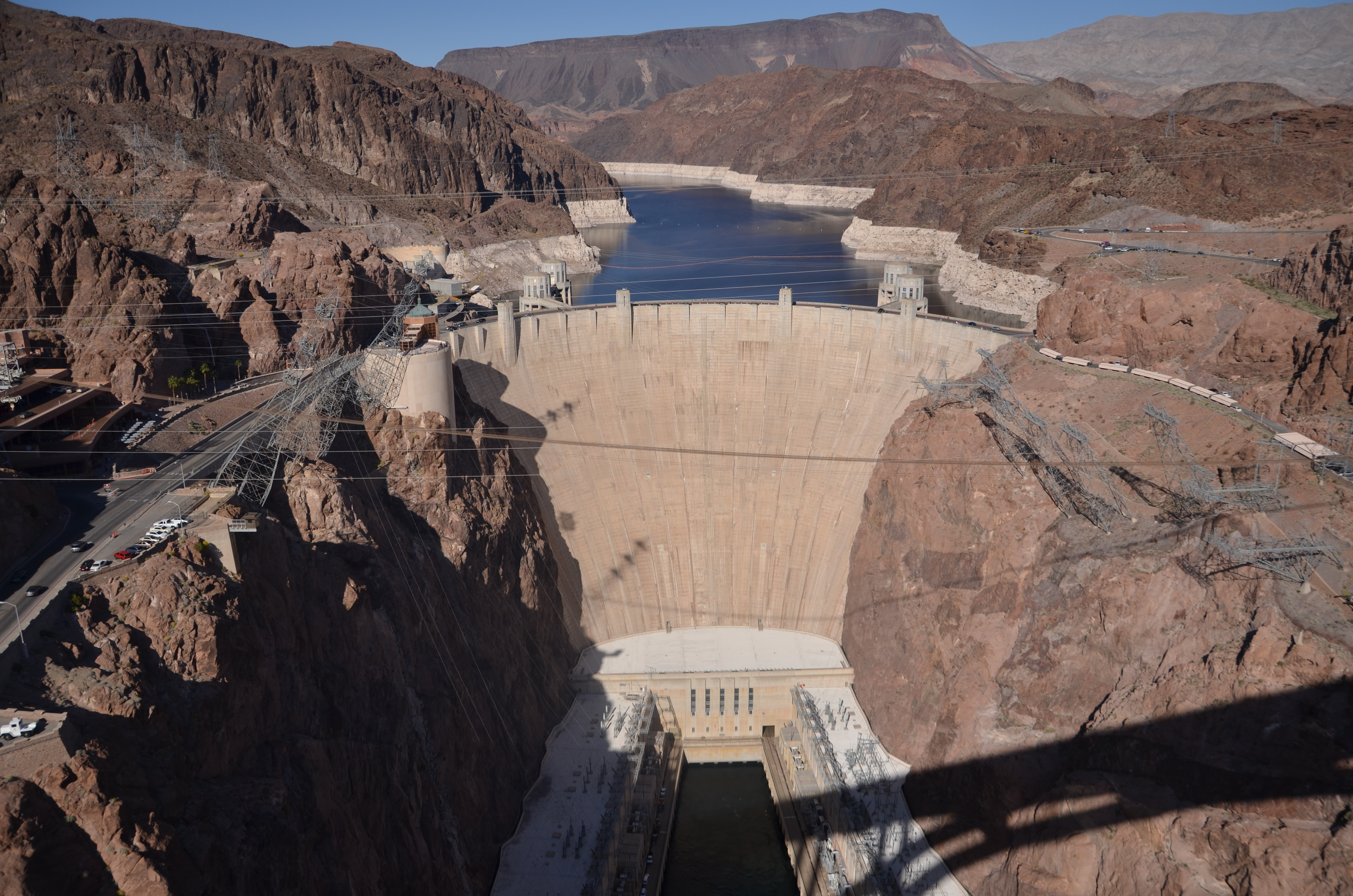
Der Hoover Dam steht in Fallout: New Vegas im Zentrum des Konflikts zwischen den Fraktionen.

Die Handlung ist im sogenannten Fallout-Universum angesiedelt, dessen Geschichte seit etwa dem Jahre 1950 von der realen Welt divergiert. Die Spielwelt erstreckt sich auf das Zentrum sowie die nahe Umgebung des Fallout-Pendants zur US-Glücksspielmetropole Las Vegas, die nach einem Atomkrieg im Jahre 2077 und der darauf folgenden großen nuklearen Katastrophe in New Vegas umbenannt wurde. Die Geschehnisse des Spieles finden im Jahre 2281 statt, also mehr als 200 Jahre nach der nuklearen Katastrophe und nur vier Jahre nach den Geschehnissen in Fallout 3. Das Ödland der Mojave-Wüste, in der die Stadt New Vegas liegt, wurde im Atomkrieg der USA gegen China nur wenig in Mitleidenschaft gezogen. So sind weite Landstriche von größeren Zerstörungen und Verseuchungen verschont geblieben. In der Spielwelt finden sich deshalb vereinzelt auch Gebiete mit einer unberührten Vegetation und weitgehend intakten Gebäuden. In dieser Landschaft findet ein Drei-Parteien-Krieg zwischen den Bewohnern von New Vegas, der Regierung der Republik Neu-Kalifornien (RNK) und der Caesar’s Legion statt. Im Zentrum des Konflikts steht dabei der Hoover Dam, der selbst nach 200 Jahren des Verfalls noch immer fähig ist, den Großraum um New Vegas mit Strom zu versorgen. Dort stehen sich Caesar’s Legion und die RNK in einer Pattsituation gegenüber. Die RNK macht sich für die Werte einer demokratischen und zentralistischen Gesellschaftsordnung stark, wie sie vor dem Atomkrieg herrschten, und möchte Ordnung und Gerechtigkeit im Mojave-Ödland wiederherstellen. Die nach dem Vorbild der römischen Legionen organisierte Caesar’s Legion agiert vor allem nach dem Faustrecht und versucht, die Ausbreitung der ursprünglich aus Kalifornien stammenden RNK Richtung Osten einzudämmen. Die Bewohner von New Vegas versuchen hauptsächlich ihre Unabhängigkeit zu bewahren und bestehen aus zahlreichen kleinen, teils neutralen, teils untereinander verfeindeten Gruppen. Im weitläufigen Ödland finden sich zusätzlich noch weitere unabhängige Fraktionen.
Der Spieler schlüpft in die Rolle eines Kuriers, der angeschossen und auf einem Friedhof verscharrt wurde. Er wird von einem Roboter ausgegraben und von einem Arzt namens Dr. Mitchell in dessen Haus in der kleinen Siedlung Goodsprings, die weit südlich von New Vegas liegt, wieder geheilt.
Nach seiner Genesung begibt sich der Spieler auf die Suche nach den Männern, die ihn beinahe umgebracht haben. Ohne Erinnerung an die vorangegangenen Ereignisse muss er außerdem im weitläufigen Mojave-Ödland und in der Stadt New Vegas nach Hinweisen zu dem verschwundenen Paket suchen, das er ausliefern sollte. Im weiteren Spielverlauf müssen Haupt- und Nebenquests für die verschiedenen Fraktionen absolviert werden, die die Haupthandlung vorantreiben und beeinflussen. Der Spieler hat dabei die Möglichkeit, sich einer der großen Fraktionen anzuschließen. Je nachdem, welche der zahlreichen Nebenquests absolviert werden, welche Entscheidungen im Rahmen der Hauptquests getroffen werden und welcher Fraktion man sich anschließt, kann der Spieler die Entwicklung und den Ausgang des Konflikts bestimmen. Ultimatives Ziel der großen Fraktionen ist es dabei, die Kontrolle über New Vegas und den Hoover Dam und damit auch über das Ödland zu erlangen, was schließlich in einer entscheidenden Schlacht an der Hoover-Talsperre gipfelt.

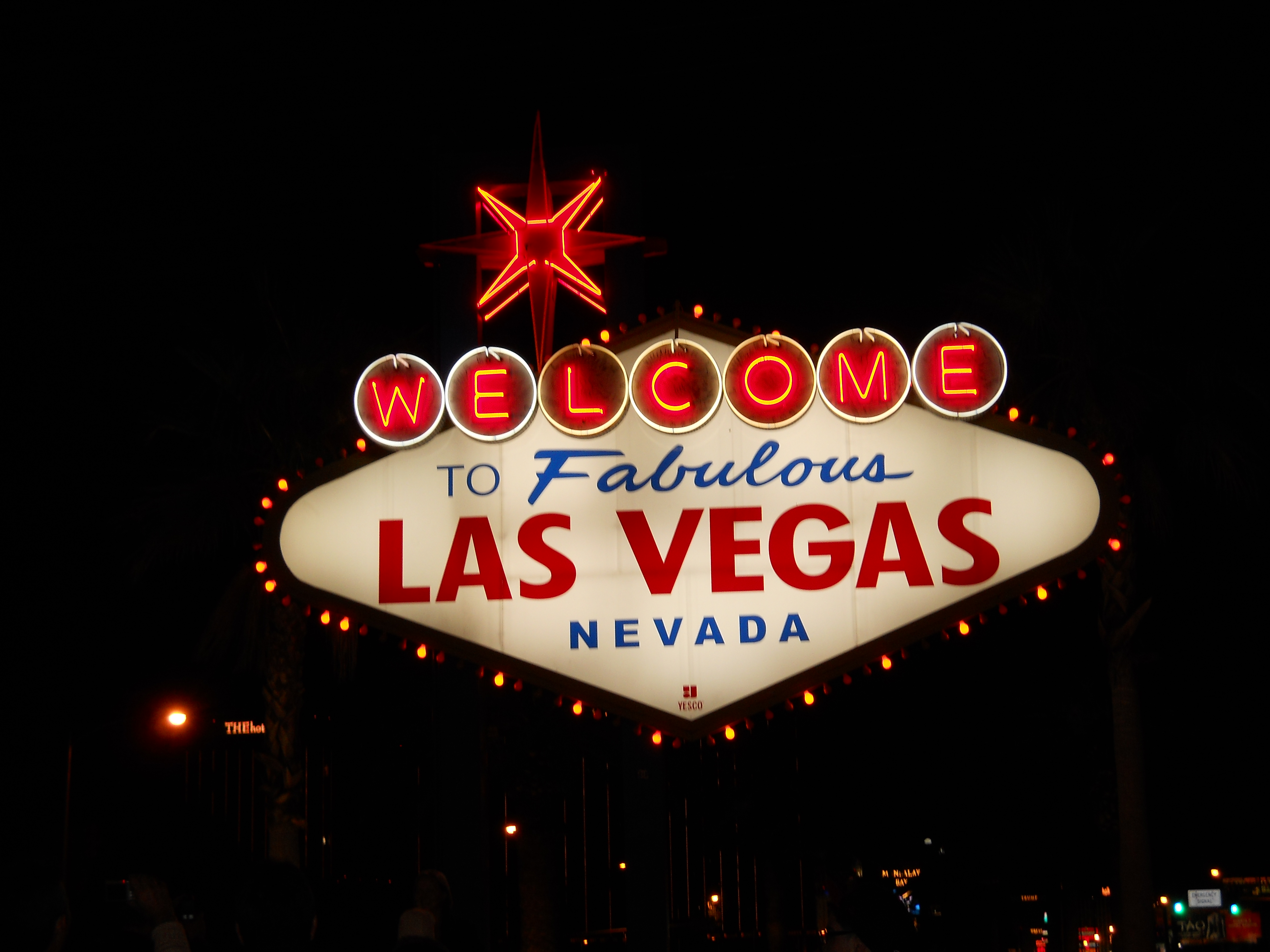
Echtes Las-Vegas-Schild
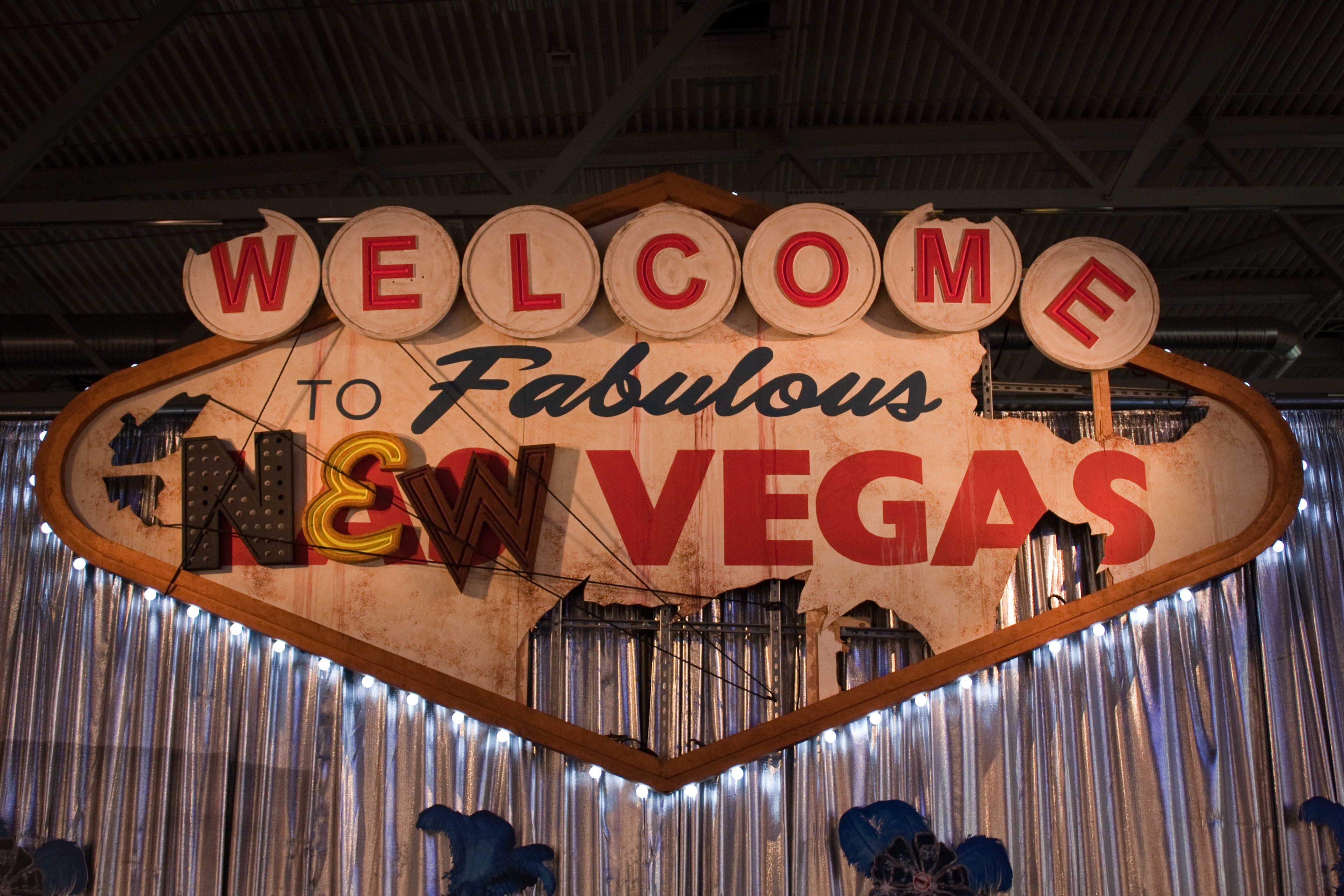
New-Vegas-Schild von der Gamescom 2010

## Spielprinzip

### Spielmechanik
Die Spielmechanik unterscheidet sich nur geringfügig vom inoffiziellen Vorgänger Fallout 3. Zur Charaktererstellung werden dem Spieler zu Beginn des Spiels vom Arzt Dr. Mitchell im Rahmen der Behandlung einige Fragen gestellt. Auf der Grundlage der Antworten wird das Aussehen des Spielcharakters bestimmt und ihm Fähigkeiten und Charaktereigenschaften zugeordnet, beispielsweise in Bezug auf Intelligenz, Verhandlungsgeschick, Körperkraft und Umgang mit verschiedenen Waffentypen. Diese Fähigkeiten können später weiter verbessert werden, indem der Spielcharakter Bücher liest, die überall im Ödland verteilt zu finden sind.
Im Vergleich zu Fallout 3 gibt es leichte Veränderungen im V.A.T.S.-Modus, in dem nun jede Nahkampfwaffe einen Spezialangriff ausführen kann. Zudem kann in den Spieloptionen das Zielen über Kimme und Korn ein- oder ausgeschaltet werden. Der Spieler hat nun die Möglichkeit, seine Waffen zu modifizieren, etwa mit einem Zielfernrohr oder einem größeren Magazin. Powerrüstungen sind nicht mehr unzerstörbar, zudem gibt es nun verschiedene Rüstungen und Kleidungen, welche jeweils einer bestimmten Fraktion angehören und beim Tragen entsprechende Auswirkungen auf das Verhalten von NPCs haben. Außerdem können nun Gegenstände, wie beispielsweise Nahrung oder Munition, selbst hergestellt werden. Im Mojave-Ödland wachsen verschiedene Pflanzen, die eingesammelt und verarbeitet werden können. Mittels Lagerfeuern lassen sich, die richtigen Zutaten vorausgesetzt, eigenhändig Lebens- und Heilmittel herstellen, die vor allem für den neuen optionalen Hardcore-Modus relevant sind. In diesem hat der Spieler unter anderem mit Hunger und Durst zu kämpfen, Munition besitzt ein Eigengewicht, Begleiter können sterben (siehe unten) und Stimpaks heilen nur noch über einen bestimmten Zeitraum (gleiches gilt für das Bekämpfen von Verstrahlung mit RadAway), außerdem lassen sich verkrüppelte Körperteile nicht mehr mit Stimpaks oder Schlaf heilen (außer im eigenen Bett), und eine Arzttasche heilt nur noch ein Körperteil vollständig oder alle minimal, während sie im normalen Modus stets alle Körperteile komplett heilt. Die noch in Fallout 3 vorhandenen, generisch wirkenden Innenareale und Höhlen wirken „handgemachter“ und weniger zufallsgeneriert, wodurch die ohnehin sehr große Spielwelt einiges an optischer Abwechslung gewinnt. Außerhalb der Haupthandlung und Nebenmissionen hat man die Möglichkeit, sich in diversen Kasinos die Zeit mit Glücksspielen wie etwa Black Jack, Spielautomaten und Roulette zu vertreiben. Ebenfalls kann man gegen viele der NPCs das Kartenspiel Karawane spielen, welches eigens für Fallout: New Vegas entwickelt wurde. Wie auch im Vorgänger Fallout 3 gibt es eine Schnellreisefunktion, mit deren Hilfe sich der Spieler direkt an bereits entdeckte Orte begeben kann. Im Gegensatz zu Fallout 3 können rekrutierbaren Begleitern über die neue Funktion des Companion-Wheel direkt rudimentäre Befehle wie z. B. Kampfaggressivität, Inventarzugriff oder einzuhaltender Abstand erteilt werden, ohne einen Dialog führen zu müssen.

### Begleiter
Auf seinen Streifzügen durch das Mojave-Ödland lernt der Spieler wieder verschiedene NPCs kennen, die sich ihm als Begleiter anbieten, wobei dies öfter als in Fallout 3 geschieht. Diese sind in den meisten Fällen menschlicher Gestalt. Es gibt aber auch nichtmenschliche Begleiter wie z. B. einen blauen Supermutanten aus dem sogenannten Nachtvolk oder einen Sicherheitsroboter namens ED-E. Der Spieler kann zu einem Zeitpunkt jeweils nur einen menschlichen bzw. menschenähnlichen und einen mechanischen Spielcharakter (Sicherheitsroboter ED-E oder Cyberhund Rex) an seiner Seite haben. Davon bringt jeder eine separate Einführungsquest mit, was die Identifikation mit der jeweiligen Spielfigur erhöht und Einfluss auf das Schicksal kleinerer Fraktionen, die mit dem Begleiter in Zusammenhang stehen, haben kann. Im normalen Modus können Begleiter nicht sterben, sondern werden nur für kurze Zeit bewusstlos. Im Hardcore-Modus hingegen können Begleiter permanent sterben. Jeder menschliche Begleiter besitzt als Grundausstattung jeweils eine Fern- und Nahkampfwaffe, die keine Munition verbrauchen und niemals kaputt gehen. Der Spieler hat die Möglichkeit diese Waffen durch bessere zu ersetzen, wobei in diesem Fall allerdings Munition benötigt wird und diese Waffen sich wie beim Spieler abnutzen. Auch kann der Spieler jeden Begleiter mit einer anderen Rüstung als der Standardkleidung ausstatten, der Begleiter rüstet dann automatisch die stärkste intakte Rüstung im Inventar aus, allerdings funktioniert das bei Fraktionskleidung nur, sofern der Begleiter der jeweiligen Fraktion angehört, anderenfalls lässt er sie gleich wieder fallen. Der Spieler erhält zudem auch Zugriff auf individuelle Fähigkeiten der Begleiter (sogenannte Extras oder Perks), beispielsweise eine frühzeitigere Feinderkennung auf dem HUD (Begleiter ED-E), Markierung von Zielen beim Zoomen (Begleiter Boone) oder die Möglichkeit, Gegenstände ohne Werkbank herzustellen (Begleiter Veronica). Diese Extras bleiben dem Spieler so lange erhalten, wie der Begleiter lebt und dem Spieler als aktiver Begleiter zugeordnet ist. Letzteres gilt auch für Begleiter, die an einer beliebigen Örtlichkeit auf Anweisung hin warten.

## Gruppierungen
In Fallout: New Vegas spielen die verschiedenen Fraktionen eine noch größere Rolle als in Fallout 3. So bestimmt der Ruf des Spielers bei einer Fraktion, ob die dazugehörigen Handlungsstränge und Missionen weiter verfolgt werden können oder nicht. In jeder Ortschaft kann der Spieler so, je nachdem wie er sich verhält, entweder auf Freunde oder Feinde treffen. Leidet der Ruf bei einer Gruppierung zu stark, wird er von deren Mitgliedern unvermittelt angegriffen. Dem lässt sich zum Beispiel dadurch entgegenwirken, dass man sich wie ein Mitglied der Gruppe verkleidet. Neben den Hauptfraktionen gibt es in Fallout: New Vegas viele Nebenfraktionen, beispielsweise die Kings im Stadtteil Freeside, die Anhänger der Apokalypse, die Rumser, die Großkhane und Pulverbanditen. Die Stählerne Bruderschaft und vor allem die Enklave spielen im Vergleich zu Fallout 3 nur eine Nebenrolle. Der Spieler kann der Stählernen Bruderschaft allerdings beitreten, indem er bestimmte Aufgaben für diese erfüllt.
Im Laufe der Spielhandlung wird man letztlich kurz vor Spielende dazu aufgefordert, für eine der Hauptgruppierungen (Republik Neu-Kalifornien, Caesar’s Legion, Robert House oder Ja-Sager) Partei zu ergreifen. Es ist jedoch möglich, bis kurz vor Ende des Haupt-Handlungsstrangs eine weitgehend neutrale Position einzunehmen.

### Die Republik Neu-Kalifornien (RNK)

Flagge der NCR

Die RNK (engl.: New California Republic, NCR) wurde 2241 aus dem kalifornischen Staatenverband Shady Sands, Maxson, Hub, Dayglow und Boneyard gegründet. Die RNK ist im Fallout-Universum die bevölkerungsreichste und damit größte Fraktion. Die Stärke ihrer Armee ist dadurch um ein Vielfaches höher als die der meisten anderen Gruppierungen. Ihre konservative politische Gesinnung und demokratische Struktur macht sie mit der alten Regierung der USA vergleichbar. Nachdem die RNK ihre Macht in Kalifornien gesichert hatte, versucht sie nun, ihren Einflussbereich weiter nach Osten auszudehnen. Ihre Truppen sind überall westlich der Hoover-Talsperre (inklusive des Hoover Dam selbst) anzutreffen, vor allem in der Grenzregion zum von der Legion besetzten Territorium, direkt in New Vegas, in dem sich ihr lokales ziviles und militärisches Hauptquartier befindet, aber auch an strategisch wichtigen Orten im Ödland. Die Flagge der Republik Neu-Kalifornien ist an die Flagge des Bundesstaats Kalifornien angelehnt, zeigt aber statt eines normalen einköpfigen Bären einen mutierten Bären mit zwei Köpfen.

### Caesar’s Legion
Der Herrscher von Caesar’s Legion ist Edward Sallow, ein ehemaliger Anhänger der Apokalypse, der sich Caesar nennt und im Jahr 2226 geboren wurde. Die Gründung der imperialistischen und nach Vorbild der Kaiserlich Römischen Legion organisierten Gruppierung erfolgte, nachdem Caesar in jungen Jahren auf alte Bücher über das antike Rom gestoßen war und später auf einer Expedition vom Stamm der Schwarzfüße, der sich seinerseits im Krieg mit sieben anderen Stämmen befand, entführt wurde. Um zu überleben, nutzte Caesar sein selbst angeeignetes Wissen über die antike römische Kultur, mit dem er den Schwarzfüßen bei der Unterwerfung ihrer Feinde half und somit den Grundstein für die von ihm geführte Legion legte. Da die Bevölkerung des Fallout-Universums zum Großteil aus Analphabeten ohne Kenntnisse über die Vergangenheit besteht, hatte er dank seines Wissens, seiner Führungsstärke und seiner Rücksichtslosigkeit leichtes Spiel dabei, seine Organisation aufzubauen und ihre Macht und ihren Einflussbereich zu erweitern. Dies tat er auch, indem er andere kleinere Stämme, die sich nach dem Atomkrieg gebildet hatten, angriff, eroberte und in seine Organisation integrierte. Unkooperative Stämme wurden ausgelöscht. Die Organisation basiert auf Selbstjustiz und Sklaverei, wobei das Recht des Stärkeren die Grundlage der Ordnung von Caesar’s Legion bildet. Das Gebiet der Legion erstreckt sich vom nördlichen Arizona über Colorado und New Mexico bis ins südwestliche Utah. Der Großteil ihrer Truppen und ihr Hauptlager befinden sich östlich des Colorado River und sind für den Spieler erst im späteren Spielverlauf über eine heimlich von der Legion eingerichtete Fährverbindung weit südlich der Hoover-Talsperre erreichbar. Über diese Fährverbindung sickern auch kleinere Überfallkommandos der Legion ins östliche Mojave-Ödland ein und führen Angriffe auf kleinere, abgelegene Ortschaften und kleine RNK-Stellungen durch. Ziel der Legion ist es, die Kontrolle über den Hoover Dam, New Vegas und damit auch über das Mojave-Ödland zu erringen und die RNK aus diesen Gebieten zurückzudrängen. Das Banner der Legion zeigt einen goldenen Stier auf rotem Grund und leitet sich von der Standarte der Legion Julius Cäsars ab.

### Robert House
Robert Edwin House ist der selbsternannte Präsident und Inhaber des New Vegas Strip und Gründer der Robotik- und Computerfirma RobCo Industries, die noch vor dem 200 Jahre zurückliegenden Atomkrieg entstand. Die Firma war unter anderem an der Entwicklung des Pip-Boy für Vault-Tec beteiligt. House erlebte also auch noch die Zeit vor der großen nuklearen Katastrophe und spielte schon damals eine große Rolle im ursprünglichen Las Vegas, insbesondere dem Las Vegas Strip. Er wohnt im Kasino Lucky 38 und steuert die Securitrons, eine besondere Art Roboter, die in New Vegas für Recht und Ordnung sorgen. House ist aufgrund seines Alters von über 250 Jahren körperlich extrem gebrechlich und kann nur innerhalb einer geschlossenen, lebenserhaltenden Kammer überleben. Um sein Leben derart zu verlängern, hatte er kurz nach dem Atomkrieg sein Bewusstsein in das Computersystem des Lucky 38 übertragen, das er vor dem Atomkrieg speziell für diesen Zweck hat bauen lassen. Der Kurier hat im Spiel die Möglichkeit, ihn in seiner wahren Gestalt zu sehen. Darüber hinaus ließ House einst in die Verteidigungssysteme des Lucky 38 eine Raketenabwehr integrieren. Der Tatsache, dass dieses Abwehrsystem während des großen Atomkrieges vor über 200 Jahren 70 von 77 auf den Großraum Las Vegas abgefeuerte Raketen abfangen konnte, haben New Vegas und die Mojave zu verdanken, dass sie den atomaren Schlagabtausch relativ unbeschadet überstehen konnten. House möchte selbst die Kontrolle über New Vegas behalten und verhindern, dass die RNK dort ihre Macht und ihren Einfluss ausbaut oder die Legion New Vegas erobert oder gar zerstört. Deshalb kontaktiert er den Kurier über ein Kommunikationsterminal im Lucky 38 und versucht ihn dazu zu bringen, ihn dabei zu unterstützen.

### Ja-Sager
Ja-Sager ist ein Securitron mit einer besonderen Art von Künstlicher Intelligenz. Diese erlaubt es ihm, nicht an einen festen Securitron gebunden zu sein, sondern von einem zum anderen springen zu können. Um sich selbst in die Lage zu versetzen, sämtliche Sicherheitsroboter in New Vegas kontrollieren zu können, kontaktiert er den Kurier. Dieser soll ihn auf Mr. House’ Computer hochladen und ihm so dabei helfen, die Kontrolle über sämtliche Securitons und somit über New Vegas zu übernehmen und die Legion sowie die RNK zu besiegen.

## Entwicklungsgeschichte
Fallout: New Vegas wurde am 20. April 2009 von Bethesda Softworks auf einer Pressekonferenz in London erstmals angekündigt. Obsidian Entertainment entwickelte das Spiel als eigenständigen Ableger der Reihe. Es stellt also keinen direkten Nachfolger und keine Erweiterung zu Fallout 3 dar, spielt jedoch im selben Universum mit einigen inhaltlichen Überschneidungen, beispielsweise einige Fraktionen, die auch in den anderen Teilen der Fallout-Reihe vorkommen. Jedoch basiert es, wie bereits Fallout 3 und The Elder Scrolls IV: Oblivion, auf der Gamebryo-Engine. Viele Entwickler bei Obsidian Entertainment waren zuvor Angestellte der Black Isle Studios und teilweise an der Entwicklung des Projektes Van Buren beteiligt, das von Interplay als direkter Nachfolger zu Fallout 2 konzipiert wurde. Einige Elemente dieses nie veröffentlichten Titels wurden in Fallout: New Vegas umgesetzt, insbesondere in der dritten Download-Erweiterung Old World Blues.
Das Spiel erschien in den USA am 19. und in Europa am 22. Oktober 2010 für den PC, die Xbox 360 und die PlayStation 3. Trotz der Verwendung der schon existierenden Fallout-3-Engine zeigten sich nach der Veröffentlichung bei vielen Spielern viele technische Probleme, wie Instabilitäten, Dialogversatz, nicht startbare Aufgaben (sogenannte Quest-Trigger-Bugs) oder Performance-Probleme (trotz einer – gemessen an aktueller Hardwareleistung – recht hardwareschonenden Grafikengine). Parallel zu der Fehlerbehebung durch offizielle Patches von Obsidian Entertainment begann die Fan-Gemeinde, verbliebene Probleme mithilfe eigener Community-Patches zu beheben. Die aktuelleste Variante, welche die meisten vorherigen Patch-Projekte vereint ist Yukichigai Unofficial Patch – YUP. Auch sieben Jahre seit dem letzten offiziellen Patch wird weiter an dem Community-Patch Yukichigai Unofficial Patch – YUP gearbeitet.
Wie bereits bei Fallout 3 entwickelte die Fan-Gemeinde auch zahlreiche Modifikationen, die ganze Landschaften, Gebäude und Aussehen, sowie Verhalten von NPCs verändern, sowie neue und modifizierte Waffen, Gegenstände, Quests und Dialog-Optionen zur Verfügung stellen.

### Synchronsprecher
| Rolle         | Englischer Sprecher |
| ------------- | ------------------- |
| Kurier        | –                   |
| Erzähler      | Ron Perlman         |
| Benny         | Matthew Perry       |
| Mr. New Vegas | Wayne Newton        |
| Veronica      | Felicia Day         |
| Mr. House     | René Auberjonois    |
| Caesar        | John Doman          |
| Raul          | Danny Trejo         |
| Arcade        | Zachary Levi        |
| Marcus        | Michael Dorn        |
| Victor        | William Sadler      |
| Chief Hanlon  | Kris Kristofferson  |
| Doc Mitchell  | Michael Hogan       |
| Big Sal       | Alex Rocco          |
| Yes Man       | Dave Foley          |
| Melissa u. a. | Zoë Bell            |

## Erweiterungen
Zum Hauptspiel wurden mehrere Download-Erweiterungen, sogenannte DLCs (engl.: Download Content oder Downloadable Content), angekündigt und veröffentlicht. Die DLCs müssen im Startbildschirm des Spiels ins Spiel eingebunden werden und werden automatisch aktiviert, sobald der Spieler ein neues Spiel startet oder einen bereits vorhandenen Spielstand lädt. Der Spieler erhält dann beim Start eines Spielstandes für jedes eingebundene DLC jeweils eine Meldung, dass eine neue Aufgabe und eine neue Kartenmarkierung im Pip-Boy hinzugefügt wurde. Die handlungserweiternden DLCs müssen absolviert werden, bevor die Haupthandlung (Haupt-Quest) des Hauptspiels zum Abschluss gekommen ist, da das Spiel nach dem Ende der Haupthandlung im Gegensatz zum früheren Fallout 3 nicht fortgesetzt werden kann. Die DLCs sollten jedoch auch nicht zu früh gestartet werden, da der Schwierigkeitsgrad der DLCs so gestaltet ist, dass der Spielercharakter vor Start des jeweiligen DLCs mindestens Level 20 (Dead Money) bis Level 35 (Lonesome Road) erreicht haben sollte, um die DLCs erfolgreich abschließen zu können. Der ideale Zeitpunkt zum Starten der DLCs ist, wenn der Spieler das gesamte Mojave-Ödland und alle wesentlichen Orte erkundet und die wesentlichen Neben-Quests des Hauptspiels absolviert, die Haupthandlung jedoch noch nicht abgeschlossen hat. Es wird empfohlen, die vier handlungserweiternden DLCs in der Reihenfolge ihrer Veröffentlichung zu spielen, also beginnend mit Dead Money, dann folgend Honest Hearts, Old World Blues und schlussendlich Lonesome Road, da es in den später erschienenen DLCs jeweils Referenzen auf vorhergehende DLCs gibt, die der Spieler nicht versteht, wenn er die vorhergehenden DLCs noch nicht absolviert hat.

### Dead Money
Dead Money wurde am 18. November 2010 angekündigt und erschien am 21. Dezember 2010 für Xbox 360 und am 22. Februar 2011 für PC und PlayStation 3. Die Erweiterung spielt im Kasino Sierra Madre und der zugehörigen kleinen Villenstadt, die an einer abgelegenen und unbekannten Stelle der Mojave-Wüste in einer Anomalie liegen.
Das Kasino und die Stadt wurden kurz vor dem Atomkrieg vor über 200 Jahren neu gebaut, aber nie eröffnet. Eine giftige Gaswolke hat jeden dahingerafft, der die Stadt und das Kasino betreten oder aus ihr herauskommen wollte. Es handelt sich um einen verlassenen und längst vergessenen Ort, der nur noch in Schatzsucherlegenden Erwähnung findet. Nur das mysteriöse Geistervolk hält sich noch dort auf. Da das Kasino nie eröffnet und auch nicht vom Atomkrieg in Mitleidenschaft gezogen wurde, ist es trotz seines Alters in seiner ganzen Pracht und mit vollständiger Ausstattung erhalten geblieben. Über einen kleinen Vorratsbunker der Stählernen Bruderschaft gelangt man in das Gebiet. Die gesamte Ausrüstung des Spielers bleibt in einer Kiste im Vorratsbunker zurück und kann bei der Rückkehr wieder mitgenommen werden. Sobald der Spieler das Gebiet um Sierra Madre durch den Vorratsbunker erst einmal betreten hat, kann er es erst wieder verlassen, wenn er die Aufgabenstellung der Erweiterung komplett absolviert und das Geheimnis um die Stadt und das Kasino gelüftet hat. Gleich zu Anfang trifft man auf drei NPCs, die man abwechselnd als Begleiter einsetzen kann und muss, um die Stadt durchqueren und das Kasino betreten zu können, in dem die zweite Hälfte dieser Erweiterung spielt.
Nach dem erfolgreichen Abschluss der Erweiterung kann der Spieler nicht mehr in das Sierra Madre und die umgebende Stadt zurückkehren. Durch die Erweiterung Dead Money wird die Levelobergrenze des Spielercharakters von 30 auf 35 angehoben.

### Honest Hearts
Honest Hearts erschien am 17. Mai 2011. Die Geschichte der zweiten Erweiterung führt den Spieler in die unberührte Wildnis des Zion-Nationalparks in Utah und erweitert das Spiel um zahlreiche neue Missionen. Nach dem Laden der Erweiterung erhält der Spieler mittels eines Radiosignals den Auftrag, sich zur Nordpassage zu begeben. Dort befindet sich in einer tunnelartigen Höhle ein kleiner Expeditionstrupp der Happy-Trails-Karawane. Diese betrieb einst erfolgreich Handel mit den in Salt Lake City ansässigen Neu-Kanaanitern, einer religiösen Gemeinschaft, die ihren Glauben auf Teile des Neuen Testaments stützt und viele Gemeinsamkeiten zu den Mormonen aufweist. Weil der Kontakt zu ihnen schon vor einiger Zeit abgebrochen war, will die Happy-Trails-Karawane nun den kleinen Expeditionstrupp entsenden, um den Kontakt zu den Neu-Kanaanitern wiederherzustellen und die Handelsbeziehungen wieder aufleben zu lassen. Da der Spieler zur Navigation über einen Pip-Boy und die zugehörigen Karten für das Gebiet verfügt, soll er für den kleinen Trupp die Rolle des Kundschafters und Beschützers übernehmen und die Expedition sicher durch das Gebiet des Zion-Nationalparks führen. Die Expedition und die zu erfüllenden Aufgaben entwickeln sich jedoch anders als von der Karawane geplant.
Im Gegensatz zur Erweiterung Dead Money kann der Spieler in Honest Hearts einen frei wählbaren Teil seiner Ausrüstung bis zu einer maximalen Gewichtsgrenze mitnehmen. Den Rest kann er im Tunnel in einer Kiste verstauen und nach seiner Rückkehr aus dem Zion-Tal wieder an sich nehmen. Das Zion-Tal wird unter anderem von drei Stämmen bewohnt, den Wüstenpferden, dem Tränenvolk und den Weißbeinen. Darüber hinaus trifft man auch mit Caesars ehemaligem Legaten, Joshua Graham (auch bekannt als „Der Verbrannte“), zusammen. Der Spieler kann das Zion-Tal erst dann wieder verlassen, wenn er alle Hauptaufgaben für diese Erweiterung abgeschlossen hat. Nach dem Abschluss der Erweiterung kann der Spieler durch die Nordpassage beliebig wieder zwischen der Mojave-Wüste und dem Zion-Nationalpark hin- und herwechseln. Honest Hearts hebt die Levelobergrenze auf 40 an.

### Old World Blues
Old World Blues erschien am 19. Juli 2011. Die Erweiterung spielt in einem weitläufigen Forschungskomplex im Innern des gewaltigen Bergkraters Big MT und bietet neben dem Hauptstrang zahlreiche Nebenmissionen.
Der Einstieg in die Erweiterung beginnt für den Spieler mit einem unbekannten Radiosignal, welches von einem Satelliten stammt, der in ein kleines Autokino in der Nähe der zerstörten Stadt Nipton abgestürzt ist und zur Mitternachtsvorstellung ein großes, zuckendes Auge auf die Leinwand projiziert. Sobald der Spieler mit dem Satelliten interagiert, wird der Spielcharakter bewusstlos und erwacht auf der hoch gelegenen Aussichtsplattform einer großen Kuppel, die sich im Zentrum eines Bergkraters befindet, der auch noch zahlreiche weitere Gebäude enthält. Im Gegensatz zu den Erweiterungen Dead Money und Honest Hearts kann der Spieler die gesamte Ausrüstung, die er beim Start der Mission bei sich trägt, mitnehmen. Der Spieler trifft in der Zentralkuppel, der sogenannten Denkfabrik, auf mehrere Roboter, die die Gehirne und pervertierten Persönlichkeiten einiger der einst dort arbeitenden Wissenschaftler enthalten. Von ihnen erfährt der Spieler, dass er sich in einem Bergkrater befindet, der Die große Leere oder Big MT (Big Empty) genannt wird und einen gewaltigen Forschungskomplex beherbergt. Dieser war vor dem über 200 Jahre zurückliegenden Atomkrieg das führende Zentrum für Technologieentwicklung jedweder Art – das Pendant zu einem wissenschaftlichen Utopia, dessen Experimente irgendwann außer Kontrolle geraten sind. Von den Robotern erfährt der Spieler, dass ihm einige Organe, darunter auch sein Hirn, entnommen und gegen künstliche Implantate ersetzt wurden und er in diesem Zustand den Sicherheitszaun des Kraters nicht überwinden könne. Um den Krater wieder verlassen zu können, muss der Spieler sich auf die Suche nach seinem Gehirn begeben und im Zuge dessen den Krater und die zahlreichen in ihm befindlichen Forschungseinrichtungen und Labors erkunden. Währenddessen kann der Spieler viel über die Hintergründe und die Entwicklungsgeschichte zahlreicher ihm bereits aus dem Hauptspiel bekannter und noch unbekannter Technologien erfahren, so beispielsweise über die Herkunft des Cyberhundes Rex, zahlreicher Robotertypen, einiger moderner Waffentypen, der technischen Versorgungs- und Sicherheitseinrichtung des aus der Erweiterung Dead Money bekannten Kasinos Sierra Madre und über einige im Mojave-Ödland umherstreifende Arten mutierter Kreaturen.
Wie auch bei den ersten beiden Erweiterungen muss der Spieler den Missionsstrang zu Ende spielen, bevor er wieder ins Mojave-Ödland zurückkehren kann. Dem Spieler steht es danach jedoch frei, jederzeit wieder nach Big MT zurückzukehren. Old World Blues hebt die Levelobergrenze für den Spielcharakter auf 45 an.

### Lonesome Road
Die vierte und letzte handlungserweiternde Erweiterung Lonesome Road erschien am 20. September 2011. Sie spielt in einem neuen Gebiet, der sogenannten Kluft und bietet einen umfangreichen Haupthandlungsstrang, jedoch nur wenige optionale Nebenmissionen. Genau wie bei Old World Blues kann der Spieler alle in seinem Inventar befindlichen Gegenstände mit in das neue Gebiet nehmen. Im Gegensatz zu den vorhergehenden Erweiterungen kann der Spieler auch nach deren Start jederzeit vom neuen Gebiet wieder in die Mojave zurückkehren und die Handlung von Lonesome Road später fortsetzen.
Erneut empfängt der Spieler nach Laden der Erweiterung ein Funksignal und eine Kartenmarkierung auf seinem Pip-Boy, die ihn zu einem Canyon-Wrack in der Nähe der Stadt Primm führen. Über einen Durchgang durch das Wrack erreicht der Spieler die sogenannte Kluft, einen riesigen und tiefen, narbenähnlichen Riss im Boden, an dessen Rändern sich noch immer eine alte, verfallene und verlassene Militärbasis der ehemaligen USA befindet sowie einige noch mit intakten Atomraketen der alten Welt bestückte Raketensilos. Darüber hinaus stößt der Spieler in und um die Kluft auf die komplett zerstörten Reste der großen Stadt Hopeville. Diese war erst wenige Jahrzehnte zuvor wieder aufgebaut worden und hatte das Potenzial dazu, als Konkurrenz zu Caesar’s Legion und der RNK das Zentrum eines neuen und großen Nationalstaates auf dem Boden der ehemaligen USA zu werden. Während seines Weges durch die Kluft erfährt der Spieler viel über die Geschichte der Stadt Hopeville, die Gründe für ihre Zerstörung und die damit einhergehende Entstehung der Kluft, die mit der Vergangenheit des Spielercharakters mehr zu tun hat, als diesem bewusst ist. Wesentliche Informationen erhält der Spieler in regelmäßigen Abständen von einem weiteren Kurier namens Ulysses, dessen ursprüngliche Weigerung, einen Platinchip auszuliefern, einst zu den Ereignissen der Haupthandlung des Hauptspiels geführt hatte. Ulysses kommuniziert in der Kluft mit dem Spieler über einen Ed-E gleichenden Augenbot, den der Spieler gleich zu Anfang nach Betreten der Kluft in einem Raketensilo findet und der ihm während fast der gesamten Erweiterung als Begleiter zur Verfügung steht. Obwohl der Spieler zu Anfang noch nicht die Gründe kennt, besteht sein Ziel darin, die Kluft komplett zu durchqueren und letztendlich persönlich auf Ulysses zu treffen.
Die Levelgrenze für die Entwicklung des Spielercharakters wird beim Laden der Erweiterung Lonesome Road von 45 auf 50 erhöht. Wie bei allen vorhergehenden Erweiterungen auch, muss der Spieler Lonesome Road starten, bevor er die Haupthandlung des Hauptspiels abschließt.

### Courier’s Stash
Durch Einbinden dieses DLCs werden bei Beginn eines neuen Spiels mehrere, ursprünglich nur für Vorbesteller vorbehaltene Bonuspakete verfügbar (Caravan Pack, Classic Pack, Mercenary Pack und Tribal Pack). Sie enthalten nützliche Gegenstände, welche sich nach Einbindung des DLCs und Start eines neuen Spiels automatisch im Rucksack des Spielers befinden. Die Erweiterung erschien am 27. September 2011.

### Arsenal der Waffenschieber (Gun Runners’ Arsenal)
Mit dem DLC Arsenal der Waffenschieber werden zahlreiche neue und einzigartige Waffen, Modifikationen, Munitionsarten und Rezepte in das Spiel eingefügt. Es erschien gemeinsam mit der Erweiterung Courier’s Stash am 27. September 2011.

## Rezeption
Das Spiel erhielt überwiegend positive Bewertungen. Die Durchschnittsbewertung in Deutschland liegt gemäß critify.de bei 86 von 100 für die PC-Version und die Xbox 360 bzw. bei 87 von 100 für die PS3. Obwohl die Grafik-Engine und die Spielmechanik aus Fallout 3 übernommen wurden, zeigte sich beispielsweise das Magazin Looki.de überzeugt von der ansprechenden, umfangreichen Spielwelt und den zwar kleinen, doch meist sinnvollen Verbesserungen und Modifikationen gegenüber dem dritten Teil. Bemängelt wurde vor allem der technische Zustand zum Veröffentlichungszeitpunkt.
Die internationalen Bewertungen liegen leicht unter dem deutschen Durchschnitt (Metacritic: PC: 84 von 100, Xbox 360: 84, PS3:82 / Gamerankings: PC: 83,89 %, Xbox 360: 83,84 %, PS3: 83,11 %). Größere Aufmerksamkeit erregte eine Aussage Chris Avellones im März 2012 auf Twitter, wonach Obsidian Entertainment eine Bonuszahlung für die Entwicklung von Fallout: New Vegas verpasst habe, da der Metascore statt 85 nur 84 Punkte betragen habe. In Summe soll dem Entwicklerstudio dadurch ein Erfolgsbonus in Höhe von einer Million US-Dollar entgangen sein. Die Nutzung von Metacritic als Vertragsgrundlage führt seither regelmäßig zu kontroversen Diskussionen.
Das Spiel wurde sowohl bei den Game Developers Choice Awards 2011 als auch den Writers Guild Awards jeweils nominiert für die beste Handlung, konnte den Preis aber in beiden Fällen nicht erringen. Bei den Interactive Achievement Awards 2011 der Academy of Interactive Arts & Sciences war Fallout New Vegas zudem für die Kategorie Rollenspiel des Jahres nominiert.